# Carl Jacob Burckhardt

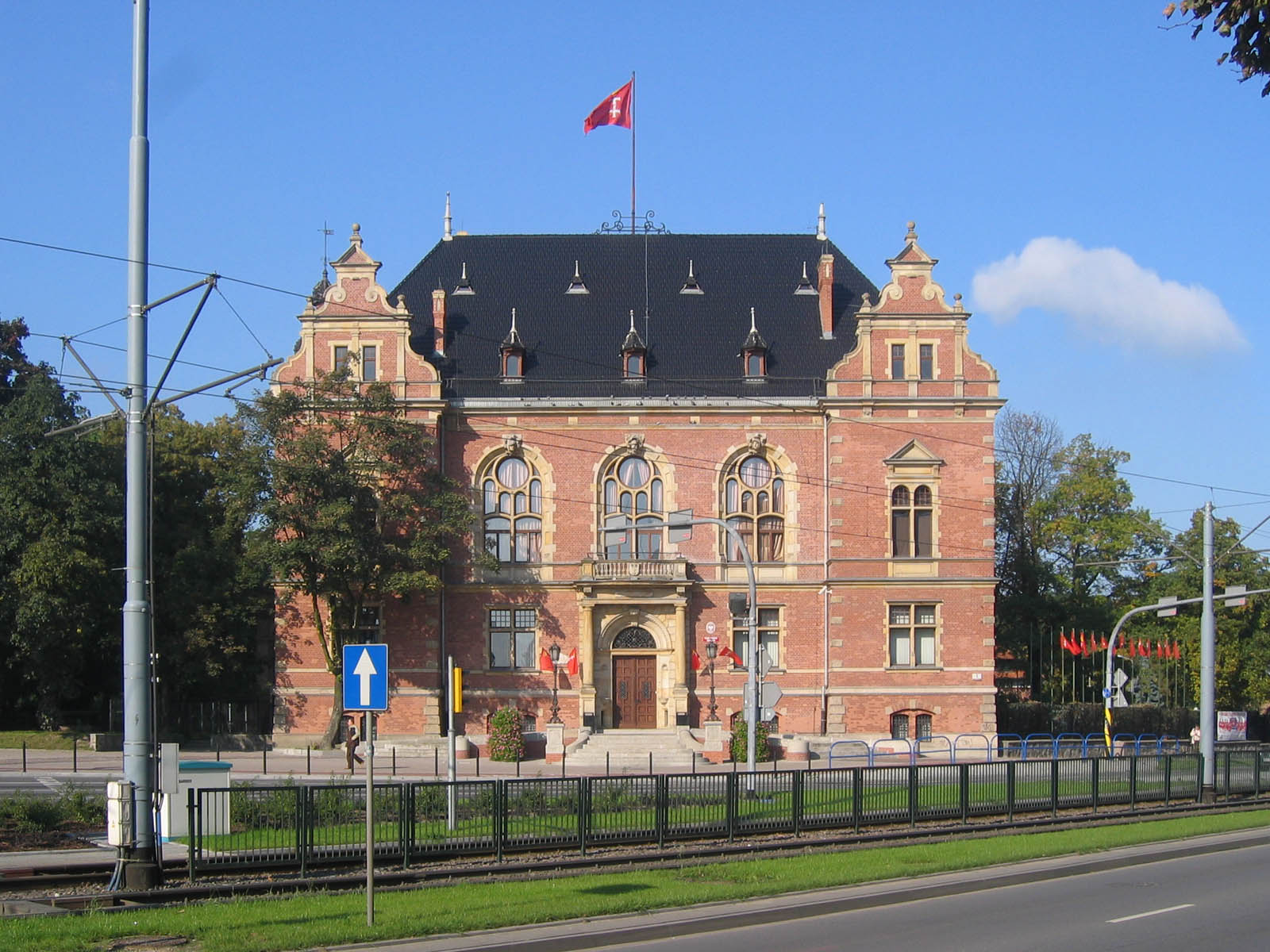
A Népszövetség képviseletének volt épülete, a mai Újvárosháza Gdanskban

Carl Jacob Burckhardt (Bázel, 1891. szeptember 10.  – Vinzel, Vaud kanton, 1974. március 3.)  svájci diplomata és történész. Legjelentősebb diplomáciai megbízatása a Népszövetség főképviselői posztja volt Danzig Szabad Városban 1937 és 1939 között.

## Élete és munkássága
Első diplomáciai tapasztalatait Svájc bécsi követségén szerezte 1918 és 1922 között, az Osztrák–Magyar Monarchia felbomlása utáni zűrzavaros években. 1922-ben doktori címet szerzett, majd a Nemzetközi Vöröskereszt munkatársa lett és Kisázsiában részt vett a török függetlenségi háború utáni lakosságcsere lebonyolításában. 
Ezután visszatért Svájcba, megnősült és a zürichi egyetem docense lett 1927-ben, majd 1929-ben a modern történelem címzetes professzora. 1932 és 1937 között már az  újonnan alapított genfi Nemzetközi Tanulmányok Intézete rendes professzora volt. 1935-ben publikálta az első kötetét Richelieu bíborosról szóló átfogó életrajzának, amit csak 1967-ben fejezett be.
1937 és 1939 között ő lett a Népszövetség utolsó főbiztosa Danzig Szabad Városban. Igyekezett megőrizni a város független nemzetközi státuszát, ennek érdekében szoros munkakapcsolatot alakított ki vezető náci politikusokkal. Személyesen találkozott Adolf Hitlerrel is, aki rajta keresztül igyekezett meggyőzni a Nyugatot arról, hogy stratégiai céljai kizárólag a Szovjetunió ellen irányulnak. A német okkupáció után Svájcban dolgozott, újra a Vöröskereszt állományában. Ebben a minőségében többször utazott a Harmadik Birodalomba fogolytáborok látogatására.
A háború után a Nemzetközi Vöröskereszt elnöke lett 1945 és 1948 között. Vezetői tevékenysége sok politikai bírálatot váltott ki, mert olyan szigorúan vette a Vöröskereszt semlegességét, hogy nem volt hajlandó elítélni a napvilágra került náci bűnöket sem. Kemény antikommunizmusa jegyében a náci bűnöket tartotta a kisebbik rossznak. 1945 és 1949 között egyúttal Svájc párizsi követe is volt. 
1949 után visszatért akadémiai pályafutásához és egy sor könyvet publikált. 1954-ben kitüntették a Német Könyvkereskedelem Békedíjával.

## Művei
- Der Berner Schultheiss Charles Neuhaus (1925)
- Richelieu (4 kötetben, 1935–67)
- Gestalten und Mächte (1941)
- Reden und Aufzeichnungen (1952)
- Meine Danziger Mission, 1937–1939 (1960)
- GW (6 kötetben, 1971)
- Memorabilien (1977)
- Briefe: 1908–1974 (1986)